# Pàmpol (vinya)

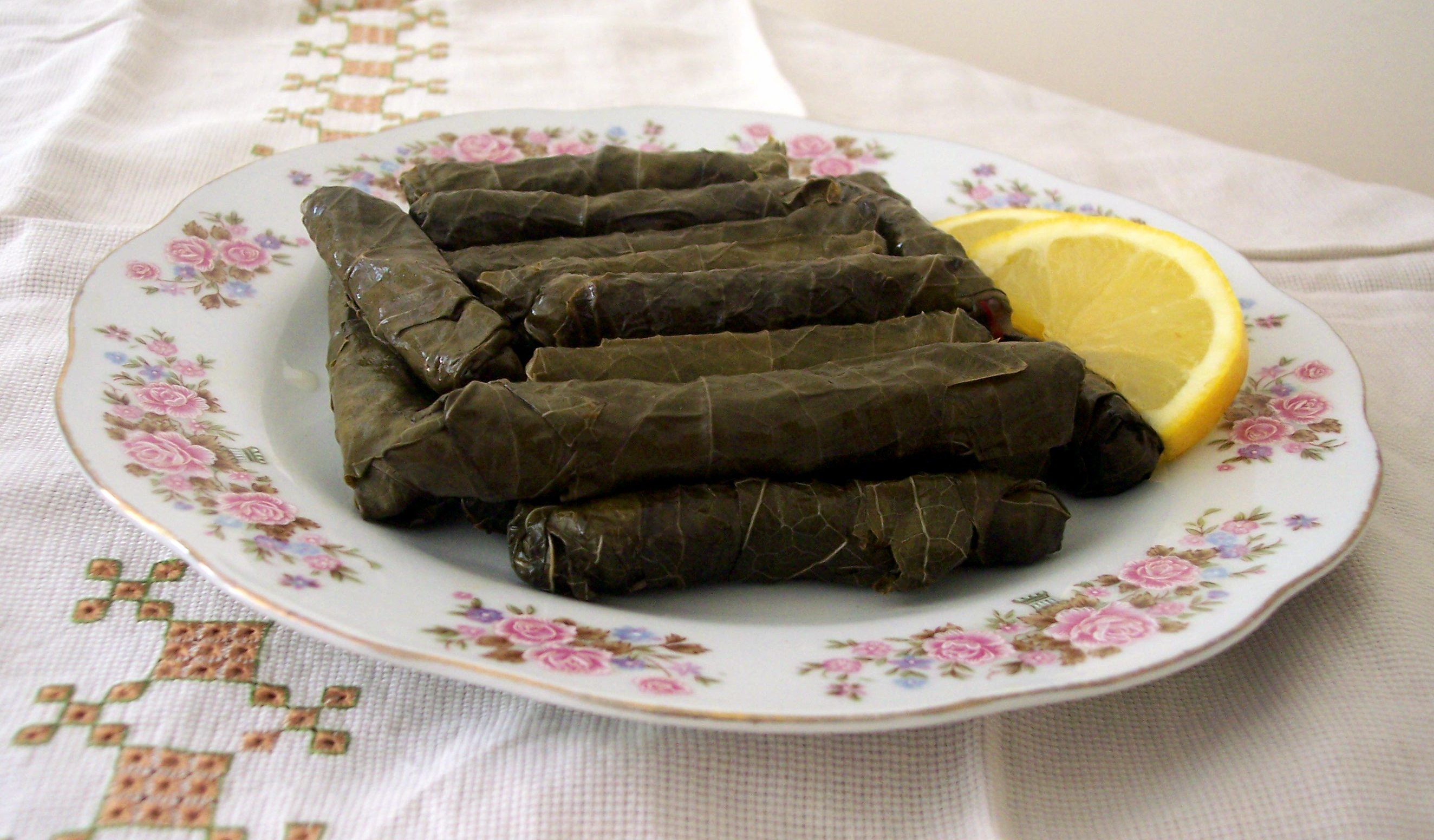
Yaprak sarma (farcellets de fulles de parra fredes) de Turquia.

El pàmpol o pàmpol de la vinya es fa servir a les cuines de diverses cultures, incloent la turca, grega, búlgara, àrab, romanesa i vietnamita. Algunes de les receptes que les usen són el dolma, el sarma i el luop vietnamita. A la seva majoria es prenen fresques del cep i es farceixen amb una barreja d'arròs, carn i espècies, cuinant-se aleshores al vapor. Els pàmpols farcits poden servir-se com a aperitiu o com a plat principal.

## Producció
Els pàmpols (fulles de la vinya) també poden vendre's envasades, habitualment en rotlles submergits en salmorra. Les conreades a Erbaa (Tokat) són famoses i tenen importància a la cuina turca.